# 1964 en France
Chronologie de la France
- 1960
- 1961
- 1962
- 1963
- 1964
- 1965
- 1966
- 1967
- 1968

Cet article présente les faits marquants de l'année 1964 en France.

## Événements
- 4 janvier : fondation à Rennes de l'Union démocratique bretonne (UDB) parti autonomiste de gauche issu de la scission du Mouvement pour l'organisation de la Bretagne[1].
- 14 janvier : création des Forces aériennes stratégiques (FAS)[2]. La France se dote ainsi de l'arme nucléaire déployée par des avions.
- 15 janvier : une HLM en construction s'effondre boulevard Lefebvre à Paris dans le XVe fait vingt morts et dix-huit blessés[3]. Quatre ans plus tard neuf personnes sont reconnus coupables de négligences et écopent de peines de prisons avec sursis et doivent indemniser financièrement les victimes.
- 27 janvier : reconnaissance de la Chine communiste[4].

- 17 février : arrêté créant un Comité d'étude pour la préparation du second plan quinquennal d'expansion culturelle du ministère des Affaires étrangères[5].
- 19 février : sortie du film de Jacques Demy Les Parapluies de Cherbourg[6], Palme d'Or du festival de Cannes 1964.

- 8 et 15 mars : élections cantonales[7].
- 14 mars : un décret institue les commissions de développement économique régional (CODER). Les 22 circonscriptions d'action régionale sont dotées d'un préfet de région[8].

- 15 avril : sortie du film franco-italien Du grabuge chez les veuves (Strana voglia di una vedova) de Jacques Poitrenaud[9].

- 7 mai : L'Express publie les bonnes feuilles du livre de François Mitterrand Le Coup d'État permanent[10].
- 12 mai : conseil interministériel instaurant de nouvelles procédures de discussion des salaires dans le secteur public (commission Grégoire) [11].

- 14-17 mai : XVIIe congrès du Parti communiste français à Paris. Waldeck Rochet est élu secrétaire général. Ouverture vers les socialistes[12].
- 22 mai : Madeleine Dassault, épouse de l'industriel de l'aéronautique Marcel Dassault est enlevée par des truands qui exigent une rançon. Ils sont arrêtés et madame Dassault est libérée deux jours plus tard[13].

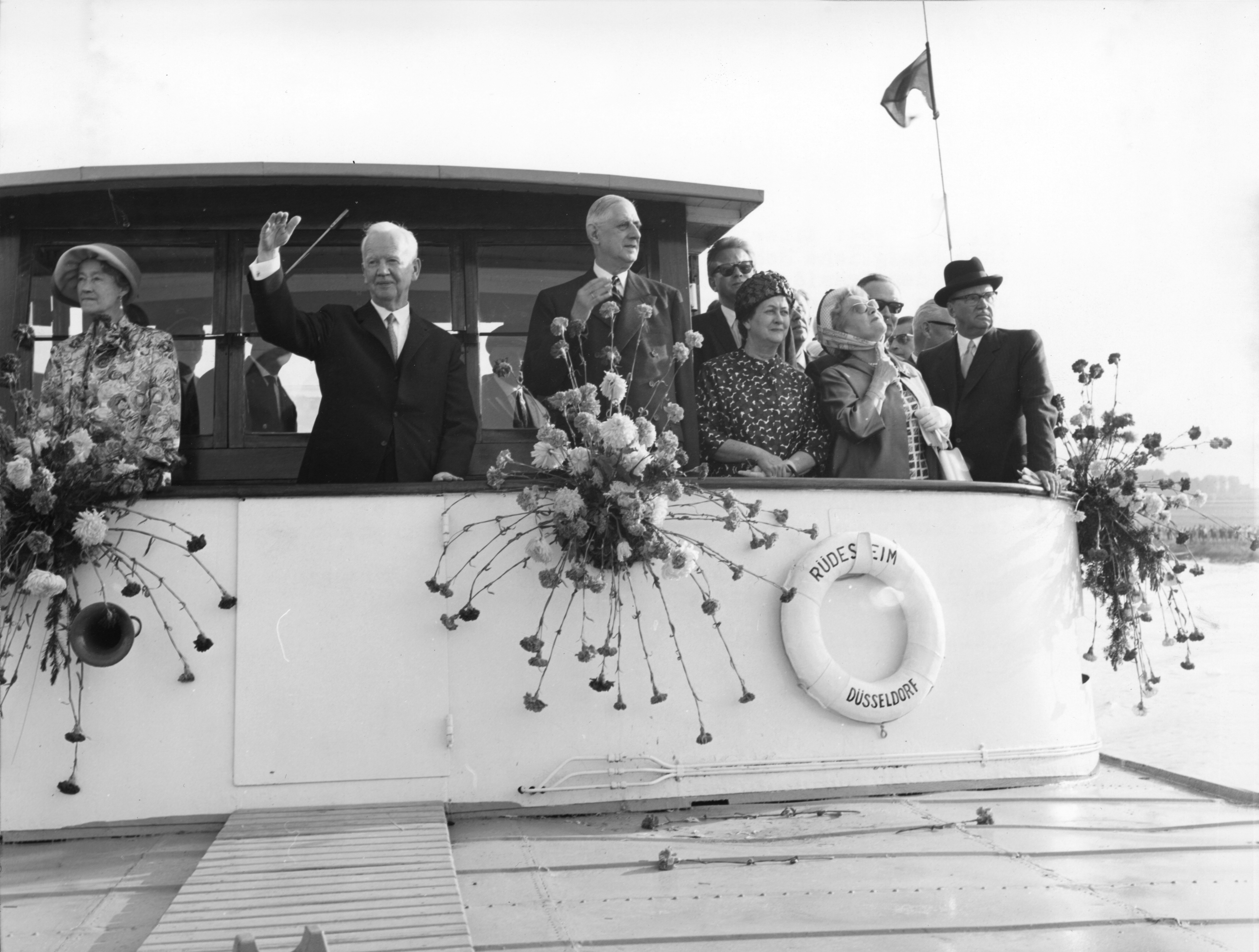
Ouverture solennelle de la Moselle canalisée.

- 26 mai : inauguration de la canalisation de la Moselle du Rhin à Neuves-Maisons par la grande-duchesse de Luxembourg Charlotte, les présidents allemand et français Heinrich Lübke et Charles de Gaulle[14].
- 30 mai-3 juin : célébration du 8e centenaire de la cathédrale Notre-Dame de Paris[15].

- 3 juin : accords franco-britanniques par échange de lettres sur ce qui concerne les études géologiques préalables à la réalisation d'un tunnel sous la Manche et sur le rôle de la commission chargée de leur surveillance[16].
- 16 juin : la vaccination contre la poliomyélite est obligatoire en France[17].
- 19 juin : Éric Tabarly gagne la Transat anglaise 1964 en solitaire en moins de 28 jours sur son voilier Pen Duick II[18].

Logo de l'Office de radiodiffusion télévision française en 1964.

- 27 juin : loi no 64-621. Création de l'Office de radiodiffusion-télévision française (ORTF), organisme plus autonome vis-à-vis du pouvoir politique que la Radiodiffusion télévision française (RTF)[19].

- 10 juillet : 
  - loi programmant la suppression des départements de la Seine et de Seine-et-Oise au profit de la création des départements des Yvelines, de l'Essonne, des Hauts-de-Seine, de la Seine-Saint-Denis, du Val-de-Marne et du Val-d'Oise. L'entrée en vigueur de la loi est fixée au 1er janvier 1968[20].
  - loi relative à l'organisation des associations communales et intercommunales de chasse agréées dite « loi Verdeille »[21].
- 11 juillet : mort de Maurice Thorez, secrétaire général du Parti communiste français et ancien ministre d'État de la Fonction publique[12].

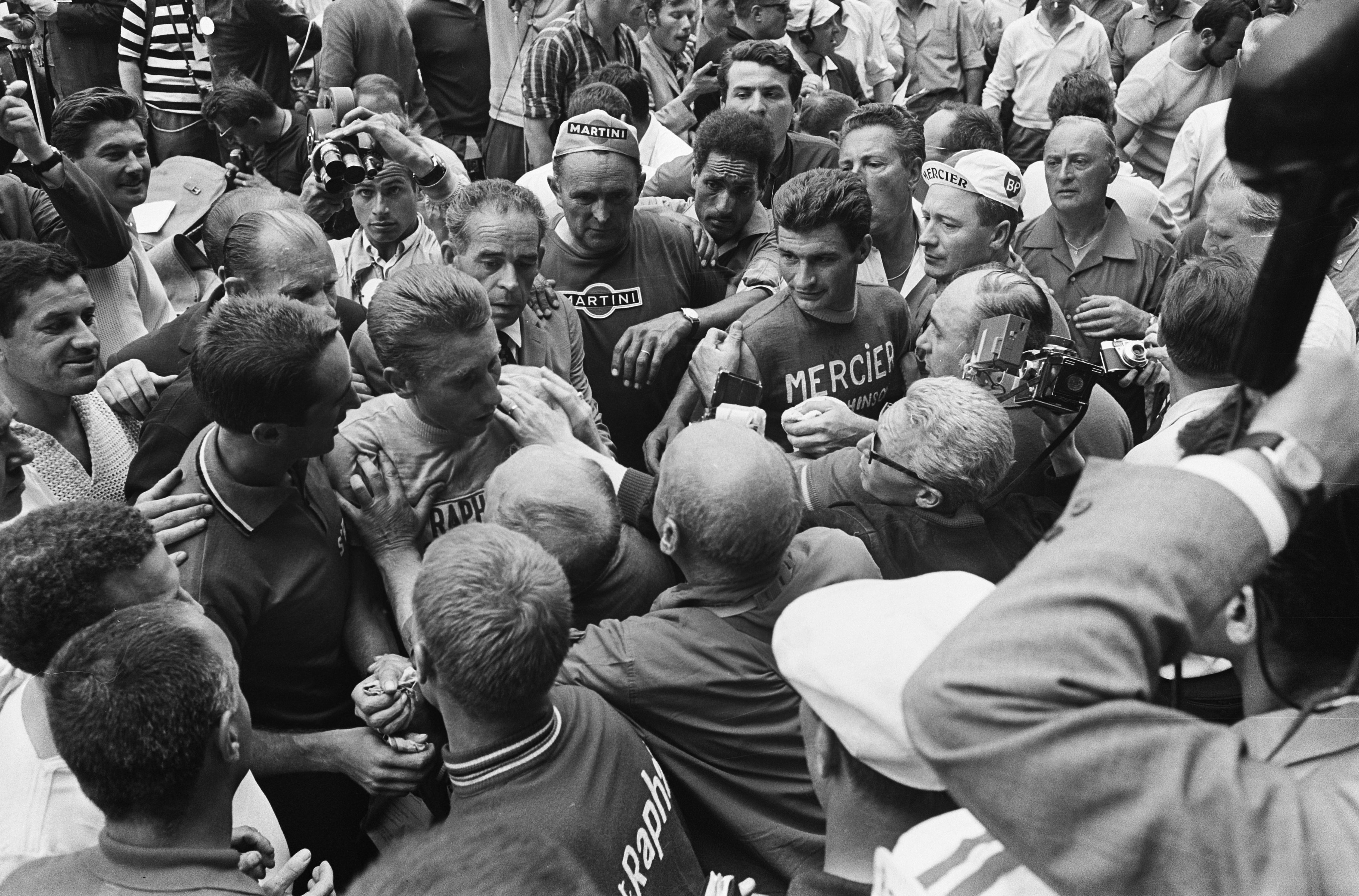
Jacques Anquetil et Raymond Poulidor le 14 juillet 1964.

- 14 juillet : cinquième victoire de Jacques Anquetil dans le tour de France cycliste[22].
- 18 juillet : création de l'Institut national de la santé et de la recherche médicale (Inserm)[23].
- 28 juillet : inauguration par André Malraux de la fondation Maeght à Saint-Paul-de-Vence[24].

- 10 août : la création de la Commission interministérielle de l'aménagement de la montagne (CIAM, devenue le SEATM, Service d'étude et d'aménagement touristique de la montagne) consacre le début du « Plan Neige » français qui va permettre la création des stations intégrées dites de « troisième génération »[25].

- 9 septembre : sortie du film de Jean Girault Le Gendarme de Saint-Tropez[26].
- 12 septembre-20 octobre : la chanson d'Henri Salvador Zorro est arrivé est numéro un des ventes de 45 tours en France[27].
- 21 septembre-19 octobre : grève des livraisons du lait[28].
- 21 septembre - 16 octobre : Voyage de Charles de Gaulle en Amérique du Sud[29].

- 15 octobre : sortie de Mademoiselle Âge tendre, mensuel destiné aux jeunes filles, avec France Gall en couverture[30].
- 20 octobre : décret créant deux nouvelles facultés des lettres et sciences humaines à Nanterre (Université Paris-Nanterre, dépendant de l'Université de Paris) et à Nantes (Université de Nantes)[31].
- 22 octobre : Jean-Paul Sartre refuse le prix Nobel de littérature ;  « L'écrivain doit refuser de se laisser transformer en institution, même si cela a lieu sous les formes les plus honorables, comme c'est le cas[32]. »
- 27 octobre : rejet d'une motion de censure sur la politique agricole. Le lendemain, le gouvernement adopte des mesures en faveur de l'agriculture[28].

- 6 et 7 novembre : création de la CFDT par scission avec la CFTC dans le but de « déconfessionnaliser » le syndicalisme[11]. Avec Edmond Maire à sa tête à partir de 1973, elle devient le chantre de l'autogestion dont Michel Rocard se veut être le promoteur en politique.
- 17-18 novembre : Le Conseil économique et social repousse à une forte majorité la politique des revenus[11].

- 16 décembre : loi relative au régime et à la répartition des eaux et à la lutte contre leur pollution[33]. Création des Agences de l'eau.
- 19 décembre : transfert des cendres de Jean Moulin au Panthéon, célèbre discours d'André Malraux[34].

- Création du Haut Conseil de la langue française, ancêtre de la DGLFLF, par le général de Gaulle[35].

## Naissances en 1964
- 5 janvier : Olivier Baroux,  comédien, réalisateur et humoriste.
- 10 janvier : Évelyne Thomas, présentatrice de télévision française
- 11 janvier : Albert Dupontel, acteur français
- 14 janvier : Frédérique Massat, femme politique française
- 17 janvier : Jamy Gourmaud, animateur de télévision français
- 19 février : Serge Perez, écrivain français
- 5 mars : Bertrand Cantat, chanteur du groupe français Noir Désir
- 9 mars :
  - Juliette Binoche, actrice française
  - Valérie Lemercier, actrice française
- 24 mars : Raphaël Mezrahi, acteur comique français
- 26 mars : Julie Jézéquel, actrice française
- 27 mars : Kad Merad, acteur, scénariste et humoriste franco-algérien
- 3 avril : Dimitri Bodianski, saxophoniste du groupe Indochine
- 14 avril : François Weigel, pianiste, compositeur et chef d'orchestre  français
- 18 avril : Isabelle Marie Anne de Truchis de Varenne dite Zazie, auteur-compositeur-interprète française.
- 5 mai : Jean-François Copé, homme politique français.
- 6 mai : Lucien Jean-Baptiste, acteur et réalisateur français et spécialisé dans le doublage
- 10 mai : Emmanuelle Devos, actrice.
- 11 juin : Jean Alesi, coureur automobile français F1
- 24 juin :
  - Philippe Fargeon, footballeur français
  - Jean-Luc Delarue, animateur producteur de télévision († 23 août 2012)
- 27 juin :
  - Serge Le Dizet, footballeur et entraîneur français
  - Marie Sara, rejoneadora française.
- 12 juillet : Serge Lehman, auteur de science-fiction français
- 14 septembre : Laurent Fournier, footballeur français
- 23 septembre : Bruno Solo, acteur français
- 10 octobre : Manuel Legris, danseur étoile français
- 22 octobre : Lionel Abelanski, acteur français
- 16 novembre : Valeria Bruni-Tedeschi, actrice, scénariste, réalisatrice française.
- 2 décembre : David Pujadas, journaliste français.
- 14 décembre : Noémie Lvovsky,réalisatrice, scénariste et actrice.
- 19 décembre :
  - Béatrice Dalle, actrice française.
  - Francis Letellier, journaliste français.
- 24 décembre : Miossec, auteur-compositeur-interprete français.

## Décès en 1964
- 25 février : Maurice Farman, pionnier français de l'aviation.
- 7 mai : Lucien de Maleville, peintre français (° 15 septembre 1881).
- 7 juillet : Adrien Bardin, Jean Bouvier, Charles Bozon, Xavier Cretton, Jean-Louis Jond, Michel Leroy, François Lods, Victor Minetto, René Novel, Jacques Ronnet, Maurice Simond, Roger Tracq, Claude Valleau, Roland Vivet, élèves et professeurs-maître de l'école nationale de ski et d'alpinisme, morts dans une avalanche lors du stage de guides de l'été.
- 12 juillet : Maurice Thorez, Waldeck Rochet lui succède à la tête du PCF (° 1900).
- 22 juillet : Pierre Hubac, écrivain français (° 1894).
- 25 juillet : Henri Marret, peintre français (° 15 février 1878).
- 4 septembre : Clément Émile Roques, cardinal français, archevêque de Rennes (° 8 décembre 1880).